# هایکپ
Hicap یک فناوری تلفن همراه است که توسط تلفن و تلگراف Nippon به عنوان یک ظرفیت بالاتر برای راه حل تلفن همراه NTT توسعه یافته است.

Hicap از یک موج حامل 25KHz ای استفاده می‌کند و از فناوری تقسیم فرکانس با دسترسی چندگانه برای جدا سازی تماس‌های مختلف از یکدیگر بهره می‌برد.